# Черемыкино
Черемы́кино — деревня в Кипенском сельском поселении Ломоносовского района Ленинградской области.

## История
Упоминается как деревня Tzeremikino By в Дятелинском погосте в шведских «Писцовых книгах Ижорской земли» 1618—1623 годов.
На карте Ингерманландии А. И. Бергенгейма, составленной по материалам 1676 года, она обозначена как деревня Zerementina.
На шведской «Генеральной карте провинции Ингерманландии» 1704 года — как Serementika.
Как деревня Серементина она обозначена на «Географическом чертеже Ижорской земли» Адриана Шонбека 1705 года.
На карте Санкт-Петербургской губернии Я. Ф. Шмидта 1770 года — как деревня Черемискино.

ЧЕРЕМЫКИНА — дача принадлежит Вѣдомству Павловскаго Городоваго Правленія, при оной лазарет Императорскаго Воспитательнаго Дома. (1838 год)

На карте Ф. Ф. Шуберта 1844 года упоминается как деревня Сермыкина.

МОГИЛЕВКА (ВИТИНО НОВОЕ) — деревня владельческая при колодцах, по левую сторону Нарвского тракта из Стрельны, в 35½ верстах от Петергофа, число дворов — 2, число жителей: 6 м. п., 11 ж. п. (1862 год)

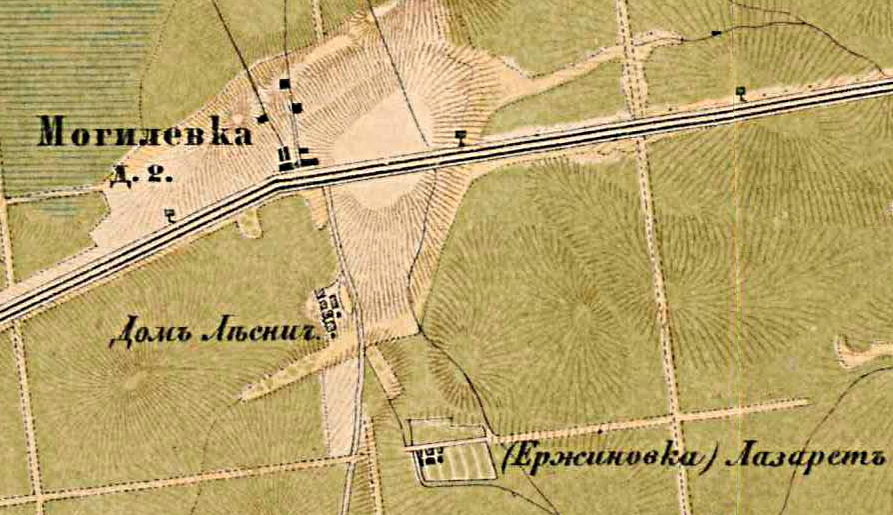
Земли будущей деревни Черемыкино. 1885 год

В конце XIX века деревня административно относилась к 1-му стану Петергофского уезда Санкт-Петербургской губернии, в начале XX века — к Витинской волости 2-го стана.
По данным «Памятной книжки Санкт-Петербургской губернии» за 1905 год лесная дача Черемыкино площадью 1206 десятин принадлежала герцогу Мекленбург-Стрелицкому.
С 1917 по 1921 год деревня входила в состав Ожогинского сельсовета Петергофского уезда.
С 1921 по 1922 год деревня Черемыкино входила в состав Черемыкинского сельсовета Витинской волости.
С 1922 года в составе Витинского сельсовета Кипено-Ропшинской волости.
С 1923 года в составе Ропшинской волости Троцкого уезда.
Согласно данным переписи населения СССР 1926 года в деревне Черемыкино проживали 59 человек — большинство русские, а также эстонцы и немцы.
С 1927 года в составе Ораниенбаумского района.
В 1928 году население деревни Черемыкино составляло 596 человек.

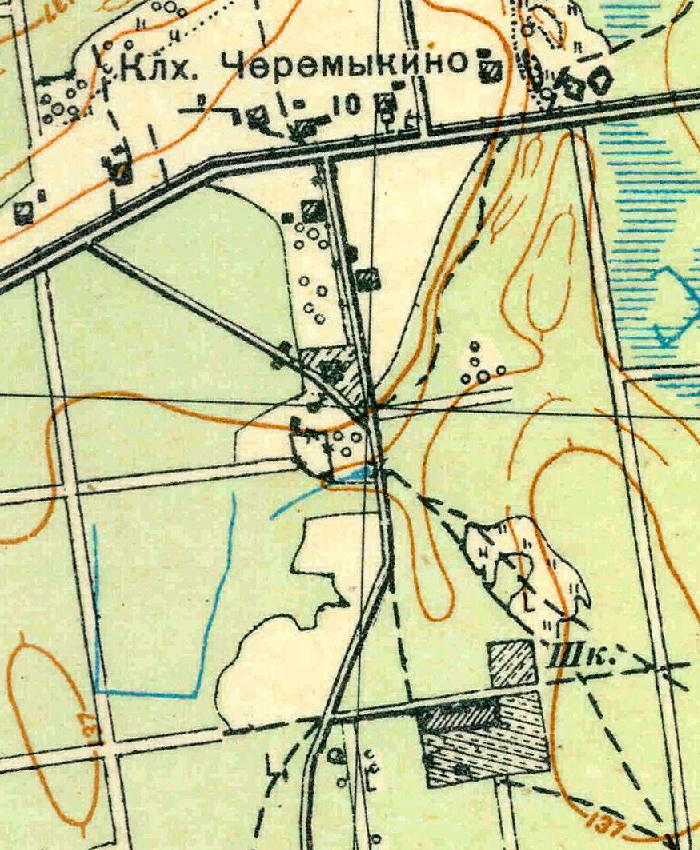
План деревни Черемыкино. 1931 год

С 1931 года в составе Красногвардейского района. Согласно топографической карте 1931 года деревня насчитывала 10 дворов. В деревне был организован колхоз «Черемыкино». К югу от деревни находилась Черемыкинская школа.
По данным 1933 года деревня Черемыкино входила в состав Витинского сельсовета Красногвардейского района.
С 1939 года в составе Красносельского района.
С 1 августа 1941 года по 31 декабря 1943 года деревня находилась в оккупации.
С 1955 года в составе Ломоносовского района.
С 1960 года в составе Кипенского сельсовета.
С 1963 года в составе Гатчинского района.
С 1965 года вновь в составе Ломоносовского района. В 1965 году население деревни Черемыкино составляло 285 человек.
По данным 1966, 1973 и 1990 годов деревня Черемыкино также входила в состав Кипенского сельсовета Ломоносовского района.
В 1997 году в деревне проживали 57 человек, в 2002 году — 71 человек (русские — 79 %), в 2007 году — 100.

## География
Деревня расположена в южной части района на пересечении автодорог А180 (E 20) (Санкт-Петербург — Ивангород — граница с Эстонией) «Нарва» и А120 (Санкт-Петербургское южное полукольцо).
Расстояние до административного центра поселения — 12 км.
Расстояние до ближайшей железнодорожной станции Красное Село — 28 км.

## Демография
| 1862 | 2002 | 2007 | 2010 | 2017 |
| ---- | ---- | ---- | ---- | ---- |
| 17   | ↗71  | ↗100 | ↘85  | ↗110 |

## Достопримечательности
- К югу от деревни находится Охотничий домик герцога Г. Г. Мекленбург-Стрелицкого (бывшая Черемыкинская школа-интернат) — см. Черемыкинская Школа.
- Ряд глубоких провалов и других проявлений активных карстовых процессов в окрестных лесах

## Транспорт
Автобусы
- № 482 (автобусная станция «Кировский завод» — деревня Шёлково)
- № 482В (автобусная станция «Кировский завод» — деревня Каськово)
- № 487 (автобусная станция «Кировский завод» — деревня Зимитицы)
- № 521 (Гатчина, Варшавский вокзал — деревня Черемыкино)
- № 632А (станция метро  «Проспект Ветеранов» — деревня Каськово)
- № 888 (Балтийский вокзал — Извара)

Маршрутное такси
- № К-655 (Улица Червонного Казачества — Волосово)

## Улицы
Лесогорская, Молодёжная, Поселковая, Сиреневая, Солнечная, Хвойный проезд.